# SV Guts Muts Dresden
SV Guts Muts Dresden (celým názvem: Sportverein Guts Muts 1902 Dresden e. V.) byl německý sportovní klub, který sídlil v drážďanské městské části Johannstadt. Založen byl v roce 1902. Zanikl po ukončení druhé světové války, poté co byla všechna dřívější sportovní sdružení v sovětské okupační zóně zrušena. Největším úspěchem klubu byla celkem osmiletá účast v Gaulize Sachsen, jedné ze skupin tehdejší nejvyšší fotbalové soutěže na území Německa. Klubové barvy byly modrá a bílá.
Mimo mužský fotbalový oddíl měl sportovní klub i jiné oddíly, mj. oddíl tenisu, lehké atletiky, házené, plavání, boxu, kanoistiky, gymnastiky a pozemního hokeje.

## Historické názvy
Zdroj: 
- 1902 – SV Guts Muts Dresden (Sportverein Guts Muts 1902 Dresden e. V.)
- 1945 – zánik

## Získané trofeje
- Mitteldeutsche Fußballmeisterschaft ( 1× )
  - 1922/23

## Umístění v jednotlivých sezonách
Stručný přehled
Zdroj: 
- 1933–1939: Gauliga Sachsen
- 1939–1940: Gauliga Sachsen – sk. 2
- 1940–1941: Bezirksliga Sachsen
- 1941–1942: Gauliga Sachsen
- 1942–1944: Bezirksliga Sachsen

Jednotlivé ročníky
Zdroj: 
Legenda: Z - zápasy, V - výhry, R - remízy, P - porážky, VG - vstřelené góly, OG - obdržené góly, +/- - rozdíl skóre, B - body, červené podbarvení - sestup, zelené podbarvení - postup, fialové podbarvení - reorganizace, změna skupiny či soutěže
| Velkoněmecká říše (1933 – 1944) |                         |        |     |     |     |     |     |     |     |     |        |
| Sezóny                          | Liga                    | Úroveň | Z   | V   | R   | P   | VG  | OG  | +/- | B   | Pozice |
| 1933/34                         | Gauliga Sachsen         | 1      | 20  | 12  | 1   | 7   | 47  | 43  | +4  | 25  | 4.     |
| 1934/35                         | Gauliga Sachsen         | 1      | 18  | 8   | 4   | 6   | 41  | 28  | +13 | 20  | 4.     |
| 1935/36                         | Gauliga Sachsen         | 1      | 18  | 8   | 4   | 6   | 42  | 31  | +11 | 20  | 4.     |
| 1936/37                         | Gauliga Sachsen         | 1      | 18  | 6   | 4   | 8   | 30  | 43  | -13 | 16  | 8.     |
| 1937/38                         | Gauliga Sachsen         | 1      | 18  | 5   | 2   | 11  | 34  | 45  | -11 | 12  | 8.     |
| 1938/39                         | Gauliga Sachsen         | 1      | 18  | 6   | 2   | 10  | 23  | 35  | -12 | 14  | 8.     |
| 1939/40                         | Gauliga Sachsen – sk. 2 | 1      | 10  | 1   | 0   | 9   | 13  | 42  | -29 | 2   | 6.     |
| 1940/41                         | Bezirksliga Sachsen     | 2      | ... | ... | ... | ... | ... | ... | ... | ... |        |
| 1941/42                         | Gauliga Sachsen         | 1      | 18  | 1   | 1   | 16  | 18  | 75  | -57 | 3   | 10.    |
| 1942/43                         | Bezirksliga Sachsen     | 2      | ... | ... | ... | ... | ... | ... | ... | ... |        |
| 1943/44                         | Bezirksliga Sachsen     | 2      | ... | ... | ... | ... | ... | ... | ... | ... |        |